# Dennis Vogt
Dennis Vogt (* 20. Mai 1978) ist ein ehemaliger deutscher Fußballspieler.
Dennis Vogt spielte lange Zeit bei Borussia Dortmund, ohne sich dort für die Profis aufdrängen zu können. Zu seinem einzigen Pflichtspieleinsatz in der Profimannschaft des BVB kam er am 3. August 1996, als er im Finale um den DFB-Supercup zu Beginn der Verlängerung eingewechselt wurde. 1997 wechselte er zum 1. FC Köln, wo er am 2. Spieltag der Saison 1997/98 von Trainer Peter Neururer, bei der 0:3-Niederlage gegen Borussia Dortmund in der 82. Minute für Goran Vučević eingewechselt wurde. Dies blieb sein einziger Einsatz im deutschen Profifußball. 1998 ging er zurück zu Borussia Dortmund, wo er überwiegend in der 2. Mannschaft eingesetzt wurde. Zwischen 2000 und 2004 spielte Vogt je zwei Jahre für Adler Osterfeld und den SC Hassel. Im Sommer 2004 wechselte er zur zweiten Mannschaft des FC Schalke 04, bei der er 2006 seine Karriere beendete.
| Personendaten    | Personendaten            |
| ---------------- | ------------------------ |
| NAME             | Vogt, Dennis             |
| KURZBESCHREIBUNG | deutscher Fußballspieler |
| GEBURTSDATUM     | 20. Mai 1978             |